# TBS土曜8時枠の連続ドラマ
TBS土曜8時枠の連続ドラマ（ティービーエスどようはちじわくのれんぞくドラマ）は、2008年4月19日から2010年9月18日までの2年5ヶ月に渡って、TBS系列で毎週土曜日19:56 - 20:54（JST）に放送されていた、テレビドラマの放送枠である。通称「土8（どはち）」。
ステレオ放送、字幕放送、連動データ放送を実施していた。
なおこの記事では、これより前に4期に亘って放送された、同じTBS土曜8時枠のドラマについても述べる。

## 概要
このドラマ枠のスタートは2008年4月19日であるが、実際の歴史はかなり古い。1956年9月に30分枠として開始した。最初は長くて3ヶ月、短い時はわずか1ヶ月の短期サイクル作品だった。やがて名作『名犬ラッシー』などを放送するも、1960年より土曜日にもプロ野球中継を編成するため、そのプロ野球中継や単発ドラマ枠『グリーン劇場』でしばらく中断、その後1961年10月より2期に渡って1時間ドラマをスタート、これら2つの枠は海外ドラマを主に放映、また当時ネットしていた朝日放送制作などの国産ドラマも放送した。
しかし、1969年9月を以て30分枠ドラマが廃枠、同年10月からはバラエティー番組の枠となり、『8時だョ!全員集合』や『どうぶつ奇想天外!』（初回から2000年3月まで）などバラエティー番組枠として親しまれていた。
『8時だョ!全員集合』以来、長らくバラエティー番組枠になっていたTBS土曜20時台は、2008年2月9日の『地球!ジオグラTV』を最後にバラエティー枠が一旦終了し、2008年4月、38年半ぶりに同時間帯でのドラマ枠が復活した。
このドラマ枠では、「10代後半のティーンエイジ層をターゲットとして、新しいスタイルのドラマにチャレンジする」と位置づけ、使用する原作やキャスティングなどで視聴者の意見を積極的に取り入れるほか、「ドラマの企画立案段階から他社とのコラボレーション、商品化などを進めていく」としている。主な内容については作品一覧を参照。
代表作は、2009年の民放の連続ドラマで唯一の平均20%以上を記録した『MR.BRAIN』、第1作目の作品で映画化もされヒットとなった『ROOKIES』、同じく映画化された『こちら葛飾区亀有公園前派出所』、第1シーズン放送後、同枠で続編が放送された『ブラッディ・マンデイ』。
作品の入れ替えでは、変則的な編成も目立った。2008年は、第1作目である『ROOKIES』はバレーボール中継による放送中断があった影響で同年7月いっぱいまで放送され、続く『恋空』が同年8月スタートとなり2ヶ月間の放送となった。2009年は、同年4月11日より放送の『ゴッドハンド輝』は同年5月16日まで放送し、同年5月23日からは『MR.BRAIN』を同年7月11日まで放送という変わった編成を行い、次の『こちら葛飾区亀有公園前派出所』は『恋空』と同じく8月スタート・2ヶ月間の放送となった。
2010年7月10日から同年9月18日までの『ハンマーセッション!』を最後に2年半に亘って続いたTBS土曜20時台のドラマ枠は廃止した。その後、同年9月25日から11月13日まで『オールスター感謝祭』を始めとした単発特番や、『世界女子バレー』の中継でつなげて、2010年11月20日開始の『奇跡ゲッター ブットバース!!』より2年9ヶ月ぶりにバラエティ番組枠に戻った。現在、この枠では『ジョブチューン アノ職業のヒミツぶっちゃけます!』もしくは『熱狂マニアさん!』の交互での2時間スペシャルが放送されている。

## 放送作品一覧
以下の制作プロダクション記号のないものはTBSテレビの完全自社制作。2009年3月31日まではTBS本体が「制作・著作」でクレジットされていたため、『ROOKIES』については二重表示されていた。
- DM - ドリマックス・テレビジョン（現・TBSスパークル）
- TH - 東宝
- MM - メディアミックス・ジャパン（MMJ）

### 第1期
- 暦（1956年9月8日 - 9月29日） - ここから20:00 - 20:30。
- ともしび（1956年10月6日 - 12月29日）
- 猟銃（1957年1月12日 - 2月23日）
- おじいちゃん子（1957年3月2日 - 5月25日）

### 第2期
- 惑星への招待（1957年10月5日 - 12月28日）
- トランペット物語（1958年1月4日 - 1月25日）
- ブレーブ・イーグル（海外ドラマ。1958年2月1日 - 7月26日）
- 名犬ラッシー（海外ドラマ。1958年8月2日 - 1959年10月3日） - 日曜20:30より移動。枠交換で土曜19:30（当時ネットの朝日放送は火曜19:30[5]に移動。
- 若君日本晴れ（1959年10月3日 - 1960年4月30日） - 枠交換で土曜19:30（朝日放送は火曜19:30[5]）より移動。

### 第3期
- サーフサイド6（海外ドラマ。1961年10月7日 - 1963年11月2日） - 当初は20:00 - 21:00だが、1962年10月より『JNNフラッシュニュース』設置で20:00 - 20:56に短縮。1962年5月からはボクシング中継と隔週交代で放送。

### 第4期
- 逃亡者（第1期）（海外ドラマ。1964年5月16日 - 1965年6月26日）
- ルーシー・ショー（第3期）（海外ドラマ。1965年7月3日 - 9月25日）
- 逃亡者（第2期）（海外ドラマ。1965年10月9日 - 1966年5月28日）
- 宇宙家族ロビンソン（第1期）（海外ドラマ。1966年6月4日 - 11月26日）
- 逃亡者（第3期）（海外ドラマ。1966年12月3日 - 1967年6月17日、1967年8月26日 - 9月2日）
- 宇宙家族ロビンソン（第2期）（海外ドラマ。1967年6月24日 - 1968年3月2日）
- 伝七捕物帳（高田浩吉版）（1968年3月9日 - 7月6日） - ここから朝日放送（ABC）制作。
- お多江さん（1968年7月13日 - 10月5日）
- 台風娘がやって来た（1968年10月12日 - 1969年1月4日） - ここまでABC制作。
- プロ・スパイ（海外ドラマ。1969年1月11日 - 7月19日）
- 結婚戦争ここ一番!（1969年7月26日 - 9月27日） - ここまで20:00 - 20:56。

### 第5期
一部作品を除き、初回もしくは最終回で2時間スペシャルに拡大されて放送された。（両方とも拡大された作品もあり。）
| タイトル                       | 放送期間                  | 主演                  | 原作                                                                                 | 制作会社 | コラボレーション | 特記事項                                                   |
| ------------------------------ | ------------------------- | --------------------- | ------------------------------------------------------------------------------------ | -------- | --- | ---------------------------------------------------------- |
| ROOKIES                        | 2008年4月19日 - 7月26日   | 佐藤隆太              | 森田まさのり 週刊少年ジャンプ掲載                                                    |          | Yahoo! JAPANとのコラボレーションにより、出演者のオーディション投票を実施。 ピザーラとのタイアップにより、オリジナルピザを販売。 連続ドラマ終了後、2009年に『ROOKIES -卒業-』のタイトルで映画化された。 | ここから放送枠は19:56 - 20:54。                            |
| 恋空                           | 2008年8月2日 - 9月13日    | 水沢エレナ            | 美嘉                                                                                 | DM       | 主演女優はオーディションによって選ばれた。 |                                                            |
| ブラッディ・マンデイ (Season1) | 2008年10月11日 - 12月20日 | 三浦春馬              | 龍門諒(原作) 恵広史(作画) 週刊少年マガジン掲載                                       | TH       | Yahoo!、マイクロソフトとのコラボレーションにより、 「SAVE THE EARTH」プロジェクトを展開。 |                                                            |
| RESCUE〜特別高度救助隊         | 2009年1月24日 - 3月21日   | 中丸雄一（KAT-TUN）   |                                                                                      | DM       | | 本ドラマ枠としては初となる原作なしのオリジナルストーリー。 |
| ゴッドハンド輝                 | 2009年4月11日 - 5月16日   | 平岡祐太              | 山本航暉 週刊少年マガジン掲載                                                        | MM       | | 本作よりTBSテレビ名義。                                    |
| MR.BRAIN                       | 2009年5月23日 - 7月11日   | 木村拓哉（当時SMAP）  |                                                                                      |          | スクウェア・エニックスとのタイアップにより、 5月27日からニンテンドーDSiウェア用ゲームをダウンロード販売。                                                                                              |                                                            |
| こちら葛飾区亀有公園前派出所   | 2009年8月1日 - 9月26日    | 香取慎吾（当時SMAP）  | 秋本治 アトリエびーだま 週刊少年ジャンプ掲載                                         |          | 山崎製パンとのタイアップにより、コッペパン「こっちパン」を販売。 |                                                            |
| 小公女セイラ                   | 2009年10月17日 - 12月19日 | 志田未来              |                                                                                      |          | |                                                            |
| ブラッディ・マンデイ (Season2) | 2010年1月23日 - 3月20日   | 三浦春馬              | 龍門諒(原作) 恵広史(作画) 週刊少年マガジン掲載                                       | TH       | YouTubeとのコラボレーションにより、「ブラッディ・マンデイ公式チャンネル」を配信。 | 本枠で過去に制作した作品を始めてシリーズ化。               |
| タンブリング                   | 2010年4月17日 - 6月26日   | 山本裕典              |                                                                                      | DM       | ドラマと並行して漫画、小説とメディアミックス展開された。 ドラマ終了後には舞台にもなった。 |                                                            |
| ハンマーセッション!            | 2010年7月10日 - 9月18日   | 速水もこみち 志田未来 | 八津弘幸・小金丸大和(原作) 棚橋なもしろ(漫画) 週刊少年マガジン、 マガジンSPECIAL掲載 | TH       | | 本ドラマ枠最後の作品。                                     |

## 放送枠の特徴
TBS土曜20時枠
- プライムタイムのドラマ枠では唯一のフライングスタートをとっていた。これは土曜20時台がバラエティ番組だった頃の名残である。また、2009年3月までは『ザ・イロモネア』からステブレレスで開始していたが、『キズナ食堂』開始後は60秒間のステーションブレイクを挟む。テレビ山口では当時『ザ・イロモネア』のレギュラー放送が未放送となっていた。
- 19時からの2時間スペシャルの形態をとる場合、18:55-19:00にミニ番組『もうすぐイロモネア』（2009年4月からは『もうすぐキズナ食堂』）」を放送する局では、その代替となるミニ番組『もうすぐ○○（ドラマのタイトル名）』が放送される。（当時『ザ・イロモネア』のレギュラー放送が未放送となっていたテレビ山口でも19:00から放送枠拡大による特番が組まれるときは必ずTBSテレビと同時ネットだった）。
- 『MR.BRAIN』の初回と最終回、『こちら葛飾区亀有公園前派出所』と『ハンマーセッション!』の初回は終了時刻を延長し、後番組である『日立 世界・ふしぎ発見!』（21時枠）を休止して『情報7days ニュースキャスター』の開始時刻を前倒しする変則編成をとっていた。
- 当枠のジャンクションはステブレレス時代から無かったが、2時間スペシャルの時は18:47に番宣ジャンクションが放送された。
- 主題歌には、青年からの人気を持つアーティストや新人アーティストが起用されている。『ROOKIES』の主題歌だったGReeeeNの「キセキ」は40万枚をセールスする大ヒット、『恋空』の主題歌だった福井舞のデビュー曲「アイのうた」も、新人アーティストとしては異例の着うた配信ダウンロード数で50万ダウンロードを突破するなどしている。
- 作品によってはストーリーの内容に合わせる形で本編終了後に視聴者への注意喚起が表示されている[6]。
- 主演俳優のほとんどは、連続ドラマ主演経験のない俳優（佐藤隆太、水沢エレナ、三浦春馬、KAT-TUN中丸、平岡祐太、山本裕典）だが、『MR.BRAIN』以降からはSMAPのメンバーなど主演経験のある俳優も起用している。
- ホームドラマ系の作品は同枠で放送されていないが、『こちら葛飾区亀有公園前派出所』はホームドラマに近い表現があった。
- 歴代のTBS土曜20時枠は、『逃亡者』以来、ライオンが筆頭協賛し続けているが、2010年4月の『タンブリング』、2010年7月の『ハンマーセッション!』ではコカコーラボトラーズが同社の健康茶「爽健美茶」で冠協賛している。この爽健美茶のコマーシャル枠は、同枠でのオリジナルのミニコーナー「爽食卓」を送っている。
- 第5期開始当初、フジテレビ月曜9時枠の連続ドラマを目標としていたが、実際には、月曜ドラマ・イン (テレビ朝日) や火曜ドラマ (日本テレビ) と同様の末路を辿った。
- 第5期時代はTBS土曜唯一のドラマだったが、第4期時代の1965年2月から1966年6月まではこの土曜20時枠のほか、19:30に『青春をぶっつけろ!』などのハウス食品一社提供の30分ドラマ（当時ネットのABCは『部長刑事』）、21:30に30分ドラマ、そして22:00に1時間ドラマが編成、計4本・3時間のドラマが編成されていた。そして第４期最末期の1969年4月 - 9月の間は本枠のほか、21:00に『キイハンター』、22:00にABC制作時代劇『悪一代』→『天保つむじ風』が編成され、3連続して1時間ドラマが編成されていた。なおこの時期の19:30はロート製薬一社提供のクイズ番組『お笑い頭の体操』だったが、ABCでは依然として『部長刑事』であったため、ABCでは4連続・計3時間半もドラマが編成されていた。

TBSにおける、過去の土曜ドラマ、列びに過去の別曜日20時枠のドラマとの対比
- TBS系列の土曜夜のドラマは、2時間枠の『ドラマチック22』以来、17年ぶりとなった。1時間枠では、『Gメン'75』『スクール☆ウォーズ』『親子ゲーム』などを放送していた21時枠以来21年半ぶりとなった他、『必殺仕掛人』『腐蝕の構造』『赤ちゃんに乾杯!』などを放送していた22時枠以来でもある。
- TBS系列での20時枠のドラマは、『スチュワーデス物語』『熱血!新入社員宣言』などの火曜20時枠以来、15年半ぶりとなった。これら以外には、『七人の刑事』や『3年B組金八先生』が放送されていた金曜20時枠（それ以前には『近鉄金曜劇場』）もあった。

他局の20時枠ドラマ
- TBS系列の20時枠ドラマは『月曜ミステリーシアター』のみとなり、在東京民放の20時枠ドラマは『月曜ミステリーシアター』と、テレビ朝日系列の『木曜ミステリー』（木曜20時枠）の2本のみとなったが、2013年秋の改編でフジテレビ系列の金曜20時枠に『金曜ドラマ』（TBSの『金曜ドラマ』とは無関係）、テレビ東京系列の金曜20時枠にも『金曜8時のドラマ』が誕生し、週4本（その内2本は同時間帯）の20時ドラマが放送された。しかし2014年3月14日を以てフジテレビ系『金曜ドラマ』は廃止され、『月曜ミステリーシアター』『木曜ミステリー』『金曜8時のドラマ』の3枠が残るも、2015年春には『月曜ミステリーシアター』も廃止され、次番組はバラエティ番組『世にも不思議なランキング なんで?なんで?なんで?』となったため、TBS20時枠ドラマは一時的に全廃になり、在京民放の20時枠ドラマは『木曜ミステリー』と『金曜8時のドラマ』だけになっていた。2017年1月に2時間枠の『月曜名作劇場』が20:00開始の枠移動となったため、TBS系の20時開始のテレビドラマは一時復活したが、2019年春にバラエティ枠に改編されて廃枠となった。

## ネット局
| 放送対象地域   | 放送局                  | 系列     | 放送曜日・放送時間 | 備考        |
| -------------- | ----------------------- | -------- | ------------------ | ----------- |
| 関東広域圏     | TBSテレビ(TBS)          | TBS 系列 | 土曜 19:56 - 20:54 | 制作局      |
| 北海道         | 北海道放送(HBC)         | TBS 系列 | 土曜 19:56 - 20:54 | 同時 ネット |
| 青森県         | 青森テレビ(ATV)         | TBS 系列 | 土曜 19:56 - 20:54 | 同時 ネット |
| 岩手県         | IBC岩手放送(IBC)        | TBS 系列 | 土曜 19:56 - 20:54 | 同時 ネット |
| 宮城県         | 東北放送(TBC)           | TBS 系列 | 土曜 19:56 - 20:54 | 同時 ネット |
| 山形県         | テレビユー山形(TUY)     | TBS 系列 | 土曜 19:56 - 20:54 | 同時 ネット |
| 福島県         | テレビユー福島(TUF)     | TBS 系列 | 土曜 19:56 - 20:54 | 同時 ネット |
| 山梨県         | テレビ山梨(UTY)         | TBS 系列 | 土曜 19:56 - 20:54 | 同時 ネット |
| 新潟県         | 新潟放送(BSN)           | TBS 系列 | 土曜 19:56 - 20:54 | 同時 ネット |
| 長野県         | 信越放送(SBC)           | TBS 系列 | 土曜 19:56 - 20:54 | 同時 ネット |
| 静岡県         | 静岡放送(SBS)           | TBS 系列 | 土曜 19:56 - 20:54 | 同時 ネット |
| 富山県         | チューリップテレビ(TUT) | TBS 系列 | 土曜 19:56 - 20:54 | 同時 ネット |
| 石川県         | 北陸放送(MRO)           | TBS 系列 | 土曜 19:56 - 20:54 | 同時 ネット |
| 中京広域圏     | CBCテレビ(CBC)          | TBS 系列 | 土曜 19:56 - 20:54 | 同時 ネット |
| 近畿広域圏     | 毎日放送(MBS)           | TBS 系列 | 土曜 19:56 - 20:54 | 同時 ネット |
| 鳥取県・島根県 | 山陰放送(BSS)           | TBS 系列 | 土曜 19:56 - 20:54 | 同時 ネット |
| 岡山県・香川県 | 山陽放送(RSK)           | TBS 系列 | 土曜 19:56 - 20:54 | 同時 ネット |
| 広島県         | 中国放送(RCC)           | TBS 系列 | 土曜 19:56 - 20:54 | 同時 ネット |
| 山口県         | テレビ山口(tys)         | TBS 系列 | 土曜 19:56 - 20:54 | 同時 ネット |
| 愛媛県         | あいテレビ(ITV)         | TBS 系列 | 土曜 19:56 - 20:54 | 同時 ネット |
| 高知県         | テレビ高知(KUTV)        | TBS 系列 | 土曜 19:56 - 20:54 | 同時 ネット |
| 福岡県         | RKB毎日放送(RKB)        | TBS 系列 | 土曜 19:56 - 20:54 | 同時 ネット |
| 長崎県         | 長崎放送(NBC)           | TBS 系列 | 土曜 19:56 - 20:54 | 同時 ネット |
| 熊本県         | 熊本放送(RKK)           | TBS 系列 | 土曜 19:56 - 20:54 | 同時 ネット |
| 大分県         | 大分放送(OBS)           | TBS 系列 | 土曜 19:56 - 20:54 | 同時 ネット |
| 宮崎県         | 宮崎放送(MRT)           | TBS 系列 | 土曜 19:56 - 20:54 | 同時 ネット |
| 鹿児島県       | 南日本放送(MBC)         | TBS 系列 | 土曜 19:56 - 20:54 | 同時 ネット |
| 沖縄県         | 琉球放送(RBC)           | TBS 系列 | 土曜 19:56 - 20:54 | 同時 ネット |

### 不定期ネット局
| 放送対象地域 | 放送局        | 系列                          | 備考  |
| ------------ | ------------- | ----------------------------- | ----- |
| 秋田県       | 秋田放送(ABS) | 日本テレビ系列                | [ 7 ] |
| 福井県       | 福井放送(FBC) | 日本テレビ系列 テレビ朝日系列 | [ 8 ] |

### 同時間枠のドラマ枠
- グリーン劇場

1960年10月から1961年4月まで、この枠（正式は20:00 - 20:45）で放送された単発ドラマ枠。
- サタデードラマ

テレビ朝日にて、1999年4月から2000年3月まで、土曜20時台に放送されていたドラマ枠。

### 第三期と同趣旨の青年向けのドラマ
- ボクたちのドラマシリーズ

フジテレビのティーンエイジ層向けのドラマ枠。第2シーズンは、1993年10月から1994年3月までの半年間、土曜20時台枠に放送されていた。
- ドラマDモード・ドラマ8

NHK（総合テレビ）の同趣旨の青年層向けドラマ枠